# Czako

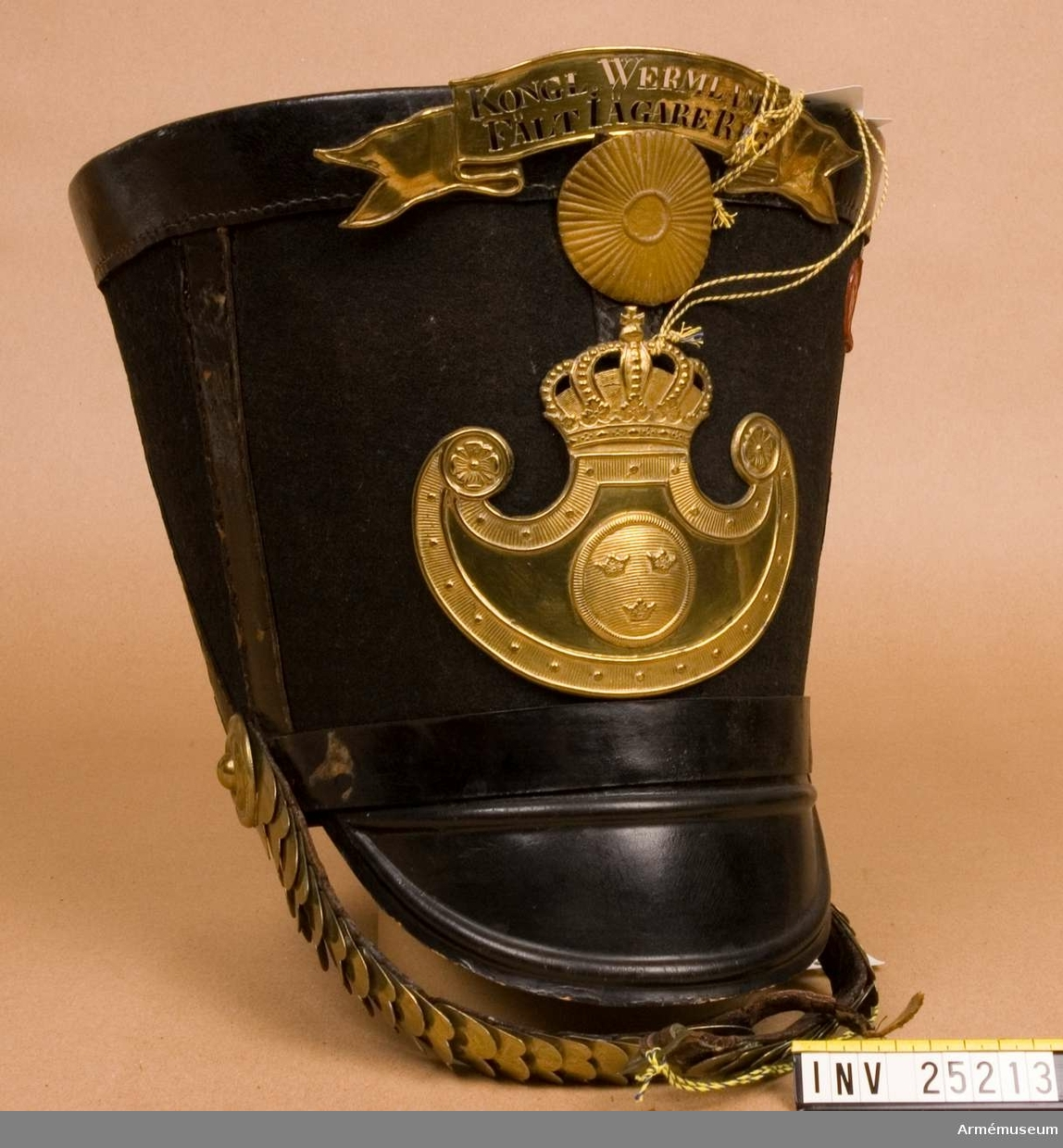
Szwedzkie czako (XIX wiek)

Czako (z węg. csákó)  – rodzaj wysokiej, sztywnej czapki wojskowej używanej od końca XVIII do początków XX wieku. Współcześnie w niektórych państwach wykorzystywane jeszcze w oddziałach reprezentacyjnych.

## Charakterystyka
Czako ma płaskie denko i występuje zazwyczaj z daszkiem, niekiedy dodatkowo zwęża lub rozszerza się ku górze. Wykonywane ze skóry i sukna. Początkowo miało około 40 cm. wysokości, a ok. 1850 r. uległo skróceniu. Zdobione były często kitami, kokardami, pomponami (kulistymi i pędzelkowymi), pióropuszami lub tzw. cierlicami (niskimi kitami barwionymi kolorem pąsowym nad dole i białym na górze w kształcie szyszki świerkowej bądź owalu). W piechocie Cesarstwa Austriackiego do czaka mocowano także pęk kilku liści dębu.

## Galeria

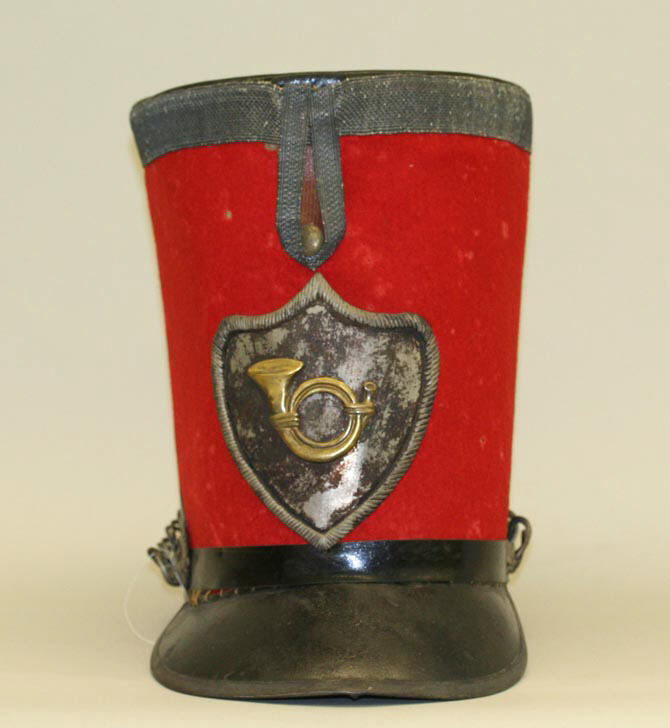
Czako włoskie (początek XIX w.)
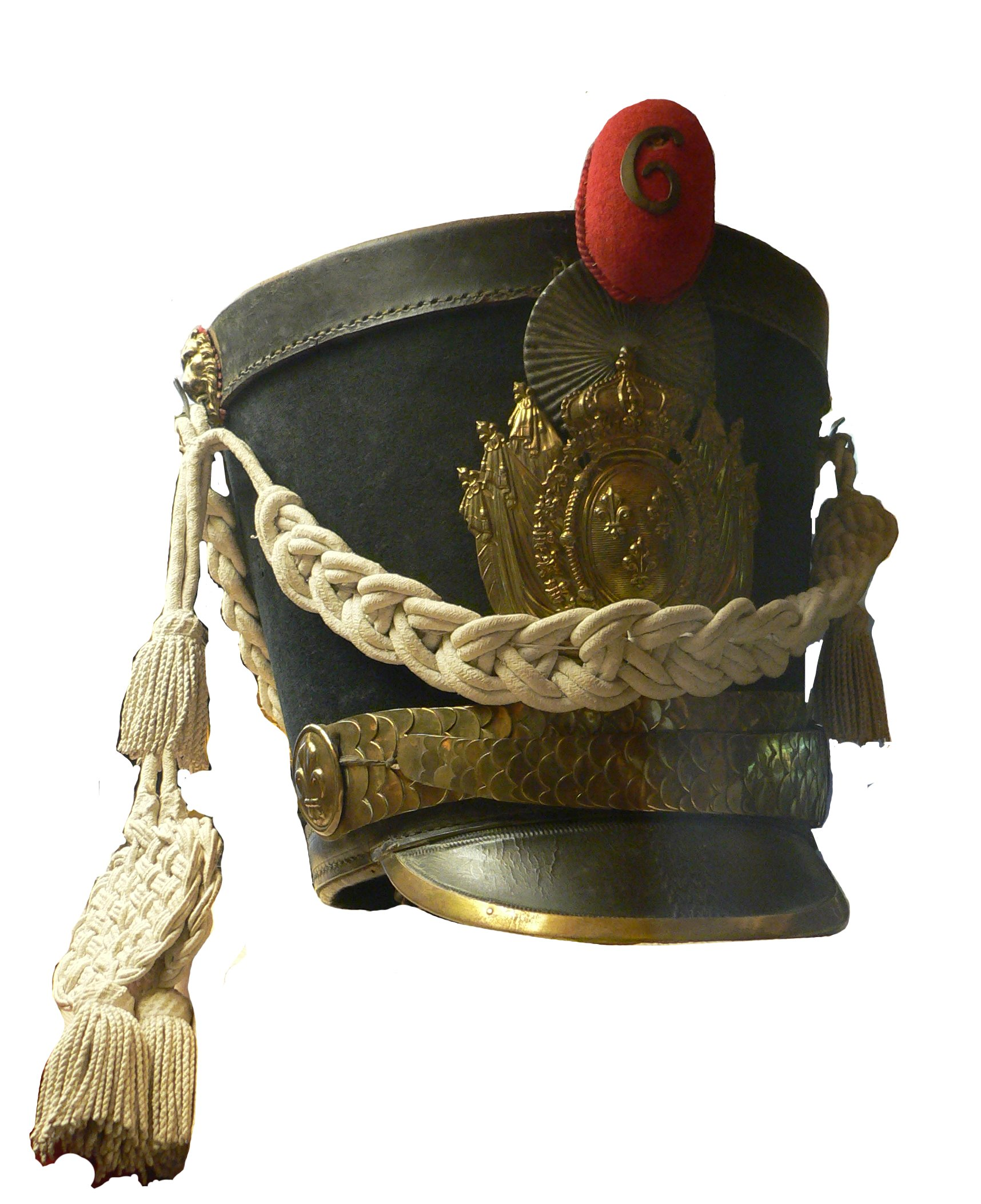
Czako francuskiej 6. Kompanii Gwardii Królewskiej (1822-1830?)
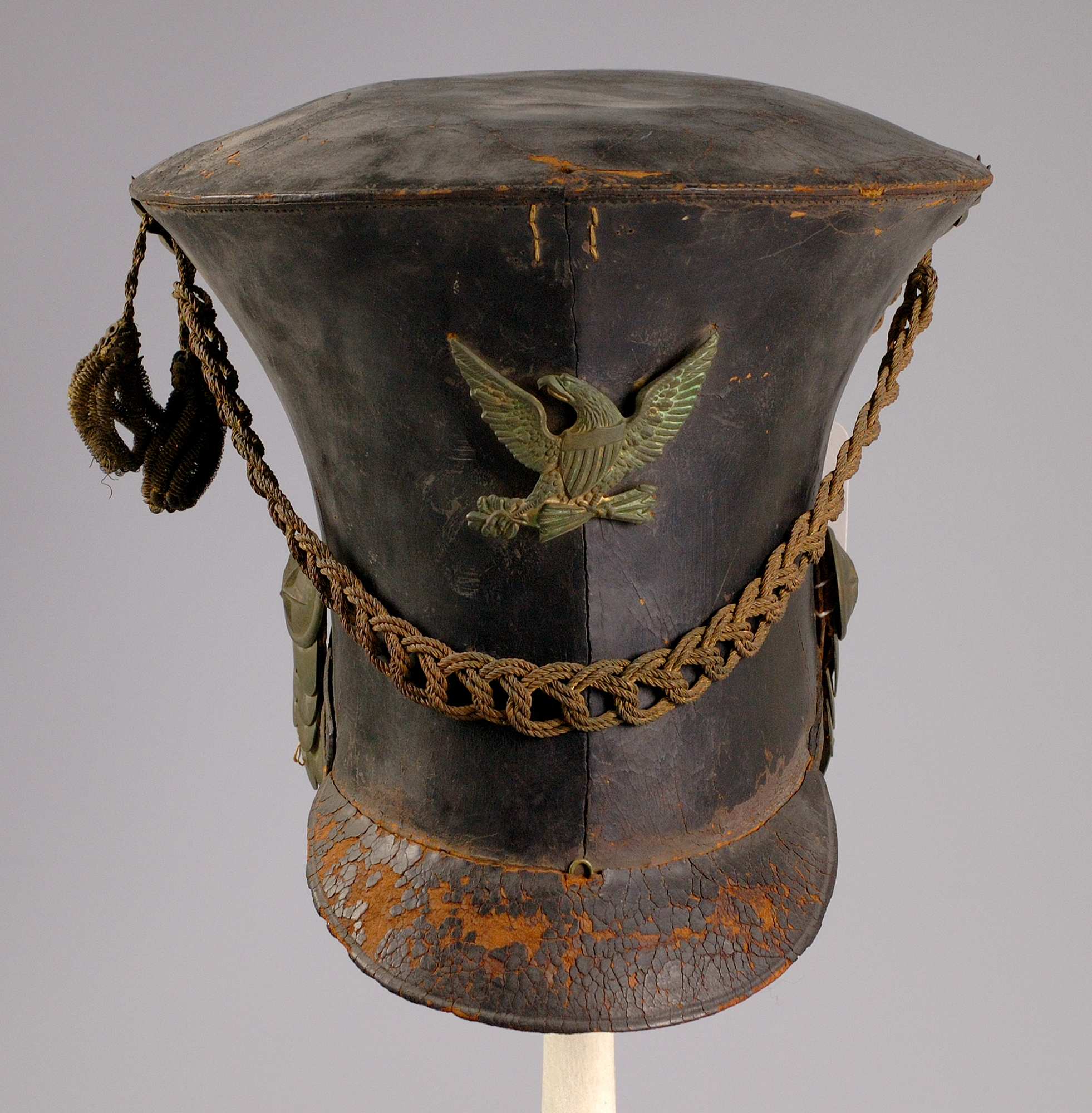
Czako amerykańskie (1825)
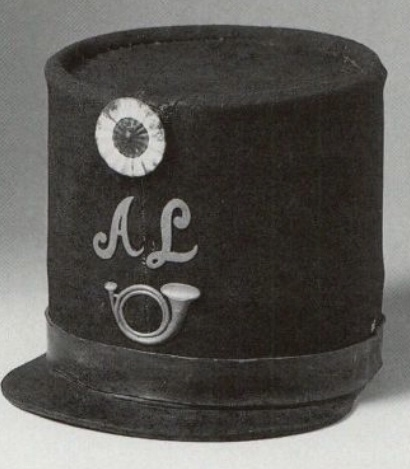
Czako jegrów, Liechtenstein (1845)
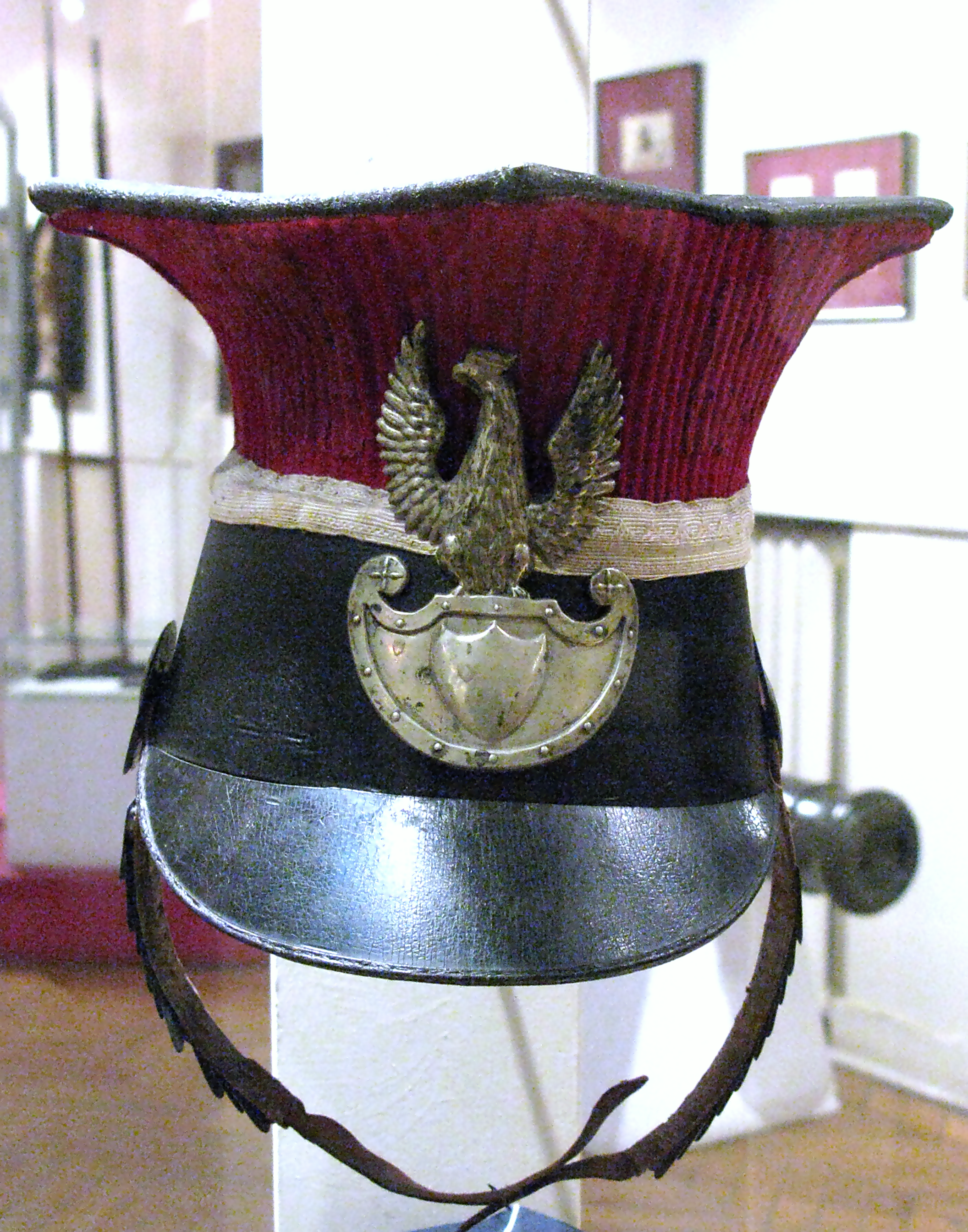
Czako Gwardii Narodowej (1848)
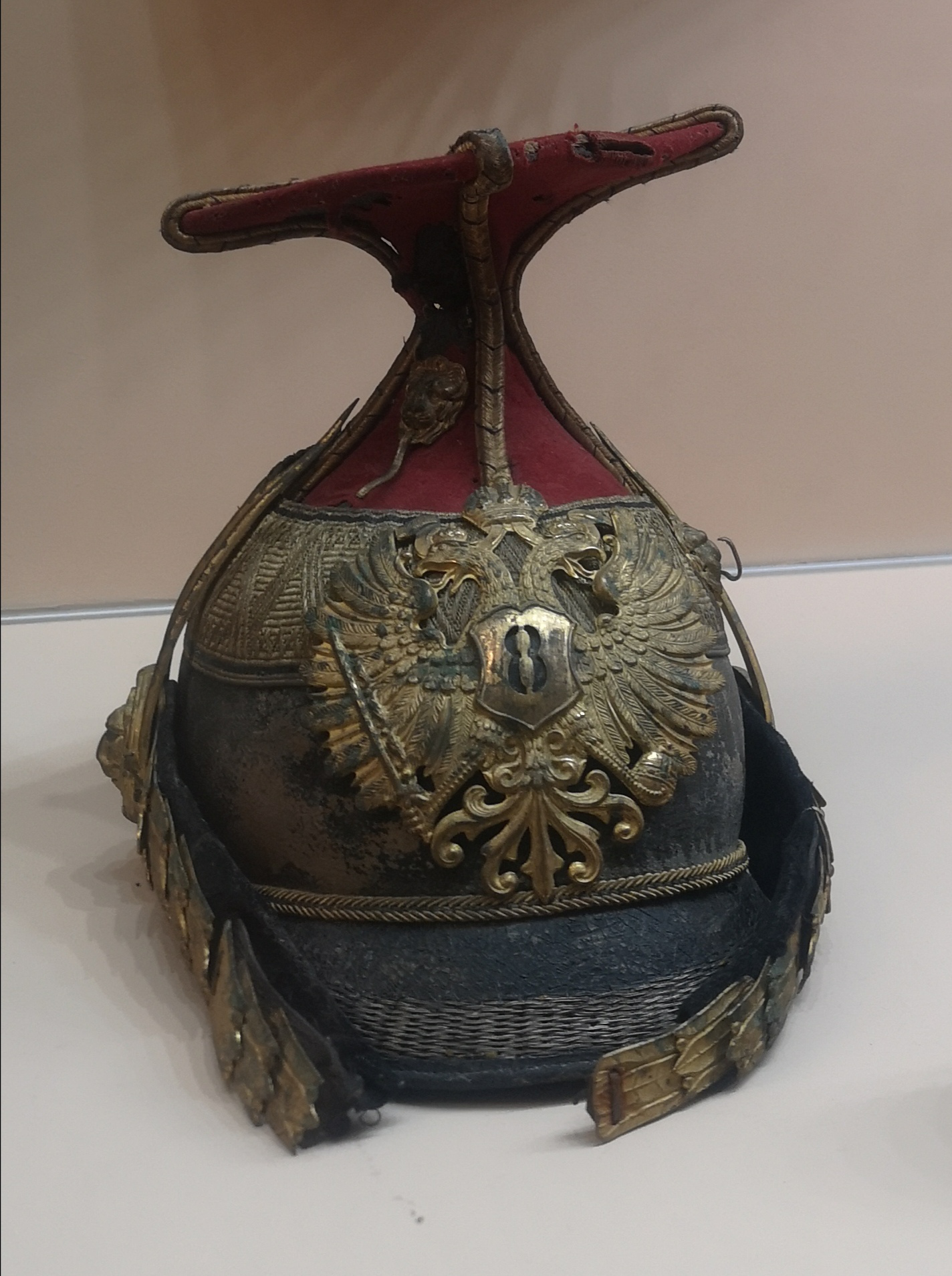
Austro-węgierskie czako ułańskie (koniec XIX w.)
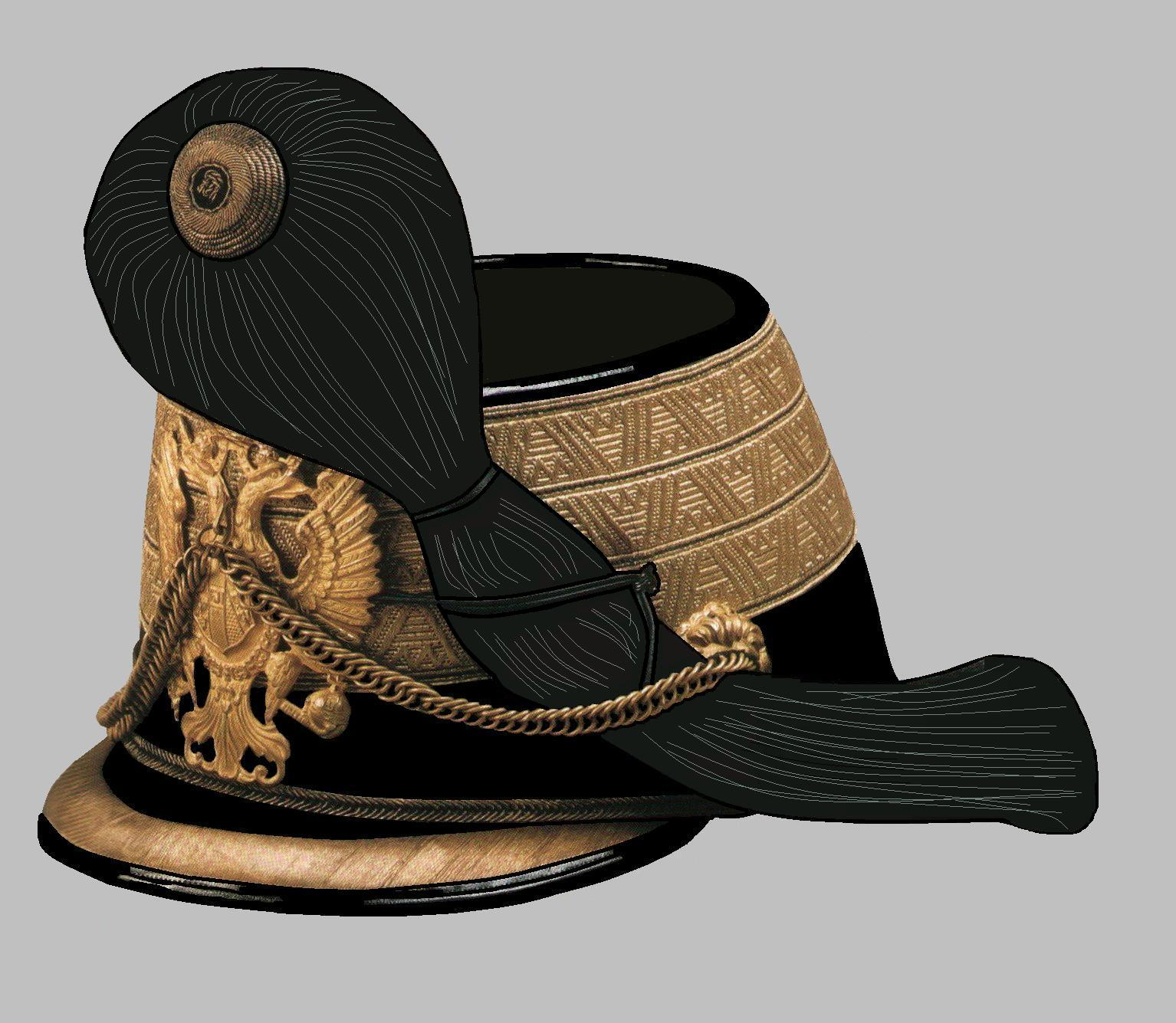
Austro-węgierskie czako artyleryjskie (koniec XIX w.)
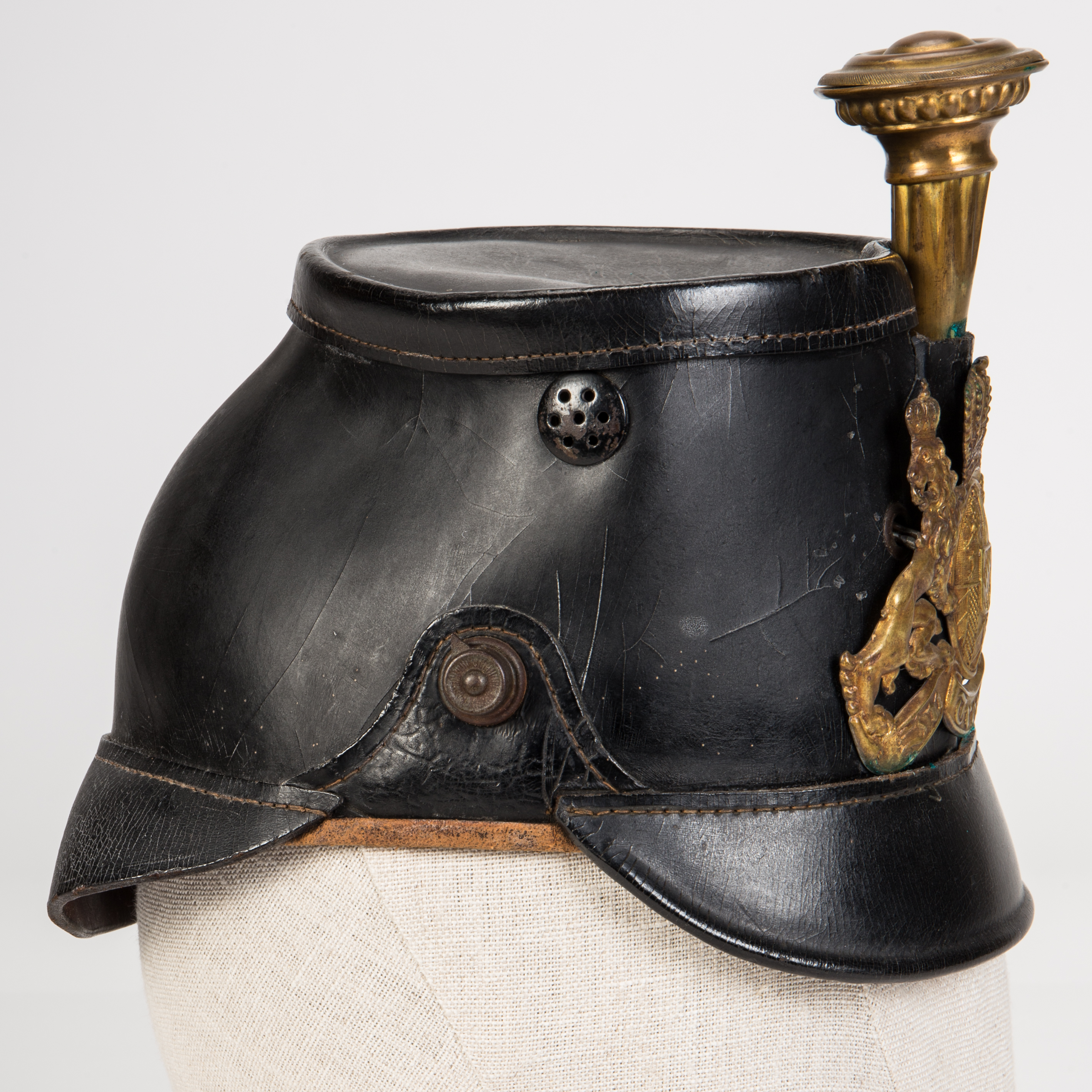
Czako jednej z niemieckich formacji policyjnych (1914-1918)